# El Patán
El Patán es el segundo álbum de estudio del cantante puertorriqueño de reguetón Luigi 21 Plus, el cual fue publicado el 30 de octubre de 2012 por NelFlow Records y distribuido por Codiscos. Contó con las colaboraciones de Ñengo Flow, J Álvarez, Gotay, Zion, Jory, entre otros.

## Lista de canciones
- Adaptados desde TIDAL.[3]

| N.º      | Título                                               | Duración |  |
| 1.       | «Llego el patán»                                     | 2:53     |  |
| 2.       | «Party 21+»                                          | 2:48     |  |
| 3.       | «Los favoritos» (con Ñengo Flow)                     | 3:38     |  |
| 4.       | «Se reveló»                                          | 3:06     |  |
| 5.       | «Una locura»                                         | 2:49     |  |
| 6.       | «Otro panorama» (con J Álvarez)                      | 3:10     |  |
| 7.       | «La misma copa»                                      | 3:25     |  |
| 8.       | «Solo pasajero» (con Jory)                           | 3:46     |  |
| 9.       | «Así soy yo»                                         | 3:15     |  |
| 10.      | «Sé real» (con Zion)                                 | 3:36     |  |
| 11.      | «Obligao»                                            | 3:23     |  |
| 12.      | «Súbelo» (con Gocho)                                 | 3:12     |  |
| 13.      | «Pégate más»                                         | 2:56     |  |
| 14.      | «No te voy a mentir»                                 | 3:20     |  |
| 15.      | «Callaita» (con Gotay)                               | 3:18     |  |
| 16.      | «Qué me importa a mí»                                | 3:44     |  |
| 17.      | «Boca na' más»                                       | 2:57     |  |
| 18.      | «Daga adicta» (con J Álvarez)                        | 3:56     |  |
| 19.      | «Sácame de dudas» (con Yo-Seph, Chris G y DJ Wassie) | 3:37     |  |
| 20.      | «Vámonos» (con Yo-Seph)                              | 3:48     |  |
| 01:06:37 |                                                      |          |  |